# Carlos Diaz
Carlos Diaz  (1988. április 15. –) amerikai labdarúgó, jelenleg a W Connection játékosa.

## Pályafutása
2007-ben fél évet kényszerült kihagyni miután kificamította a térdkalácsát.
A kaliforniai St. Mary's College-ban végzett támadó a télen próbajátékon vett részt az angol másodosztályú Blackpool együttesénél, egy zárt kapuk mögött rendezett edzőmeccsen pályára is lépett, de végül nem szerződtették. 2008 nyarán érkezett a Ferencvároshoz mint próbajátékos. 2009-ben kölcsönben, a Tököl VSK-ban szerepelt.

## Válogatottban
2006-ban többször szerepelt hazája U20-as csapatában.